# Téteghem
Téteghem (niederländisch Tetegem) ist eine ehemalige französische Gemeinde mit zuletzt 6.952 Einwohnern (Stand: 2013) im Département Nord, in der Region Hauts-de-France. Sie gehörte zum Kanton Dunkerque-Est im Arrondissement Dunkerque. Die Bewohner nennen sich Téteghemois.
Mit Wirkung vom 1. Januar 2016 wurde Coudekerque-Village mit Téteghem zu einer Commune nouvelle unter dem Namen Téteghem-Coudekerque-Village fusioniert.

## Geografie
Die frühere Gemeinde Téteghem liegt drei Kilometer südöstlich von Dünkirchen im unmittelbaren Hinterland der Ärmelkanalküste am. Die Ortschaft wird von der Autoroute A 16 tangiert.

### Bevölkerungsentwicklung
| Jahr                       | 1962 | 1968 | 1975 | 1982 | 1990 | 1999 | 2006 | 2011 |
| Einwohner                  | 1685 | 1801 | 2874 | 5165 | 5839 | 7237 | 7256 | 7001 |
| Quellen: Cassini und INSEE |      |      |      |      |      |      |      |      |

## Sehenswürdigkeiten
- Kirche Saint-Pierre, Monument historique

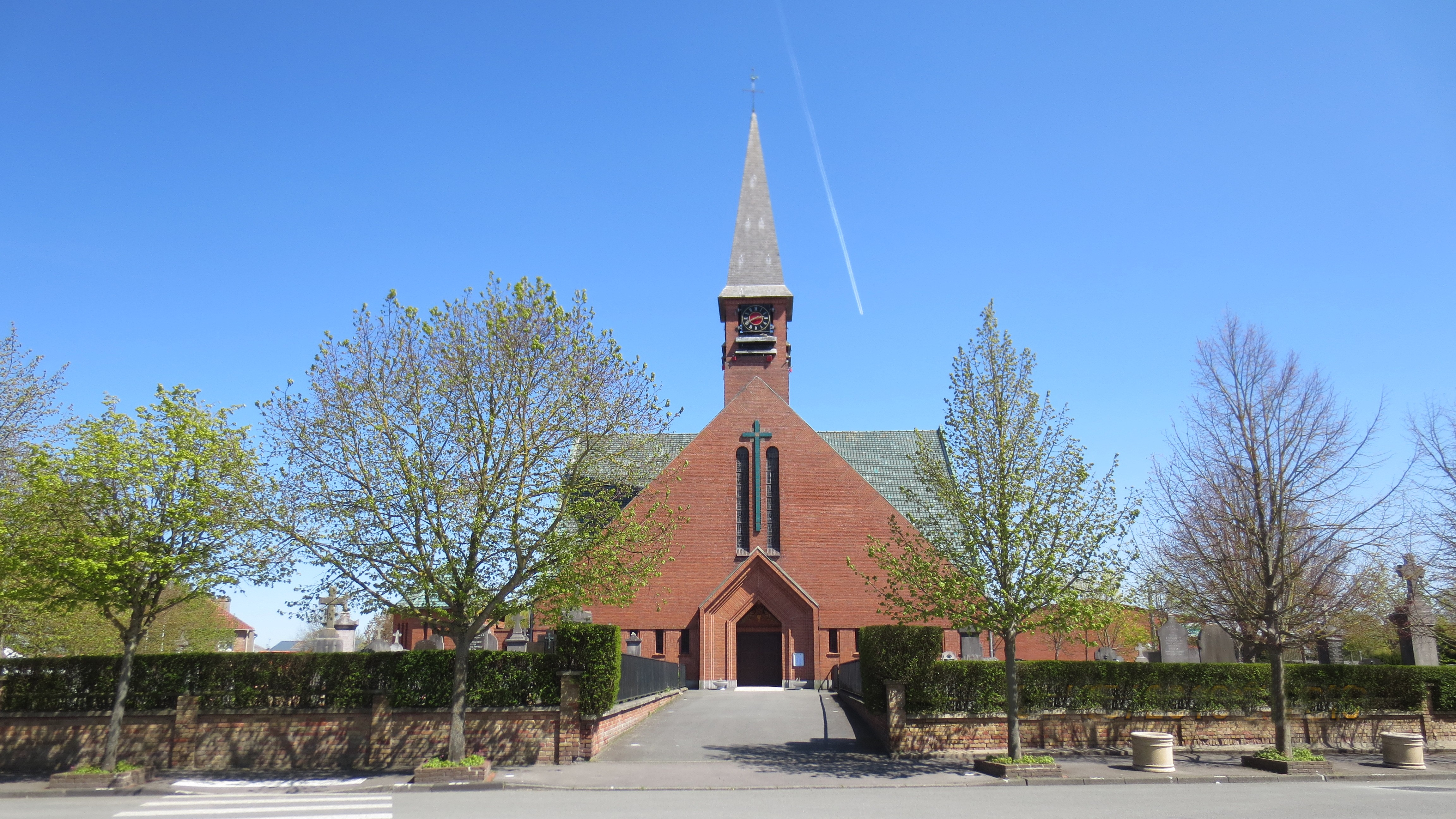
Kirche Saint-Pierre